# Kathedrale von Trapani
Die Kathedrale San Lorenzo Martire  in Trapani ist seit 1844 die Kathedrale des Bistums Trapani, einer katholischen Diözese der Kirchenprovinz Palermo in der Kirchenregion Sizilien.
Sie wurde im 17. Jahrhundert auf den Resten älterer Gotteshäuser errichtet und im 18. Jahrhundert baulich erweitert. Dabei erhielt ihre Fassade das frühbarocke Aussehen.

## Lage
Im mittelalterlichen Teil der Stadt, der sich westlich der Via Torrearsa erstreckt, liegt sie an der früheren Ruga Amalfitania (auch Loggia oder Strada grande), dem heutigen Corso Vittorio Emanuele, an dem alle für die städtische Gemeinschaft wichtigen Gebäude stehen.

## Geschichte
Die Kathedrale hat ihren Ursprung im Mittelalter; sie wurde 1421 als Kirche geweiht. Von 1635 bis 1639 wurde sie nach Plänen von Bonaventura Certo von Grund auf neu errichtet. 1740 fügte Giovanni Biagio Amico die Kuppel mit ihren Nebenkuppeln, den Portikus und einen Glockenturm hinzu. Im Inneren entstand die Chorapsis und mittels einer doppelten Säulenreihe wurde das Gebäude in das Hauptschiff und zwei Seitenschiffe gegliedert.
Am 31. Mai 1844 wurde die Kirche durch Papst Gregor XVI. zur Bischofskirche erhoben.

## Ausstattung (Auswahl)

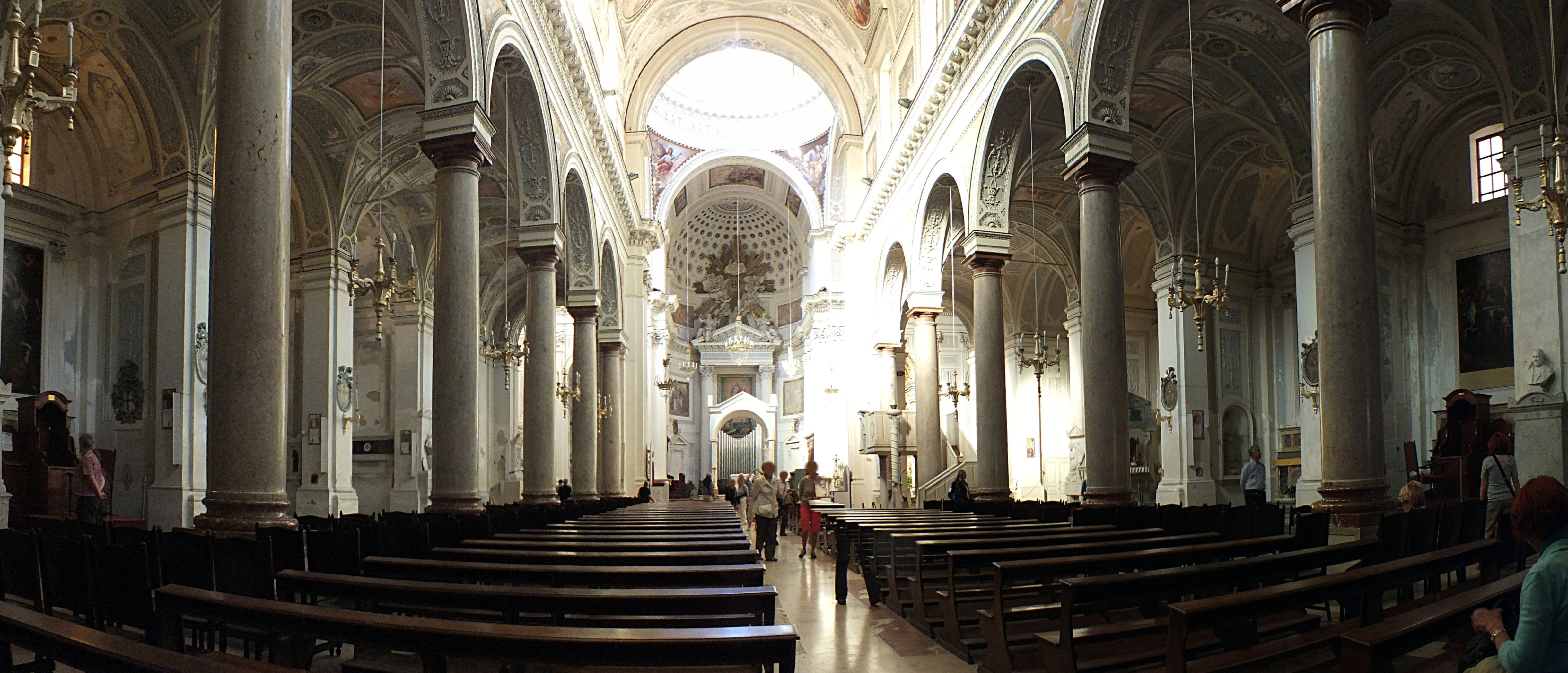
Blick in das Hauptschiff zur Altarapsis

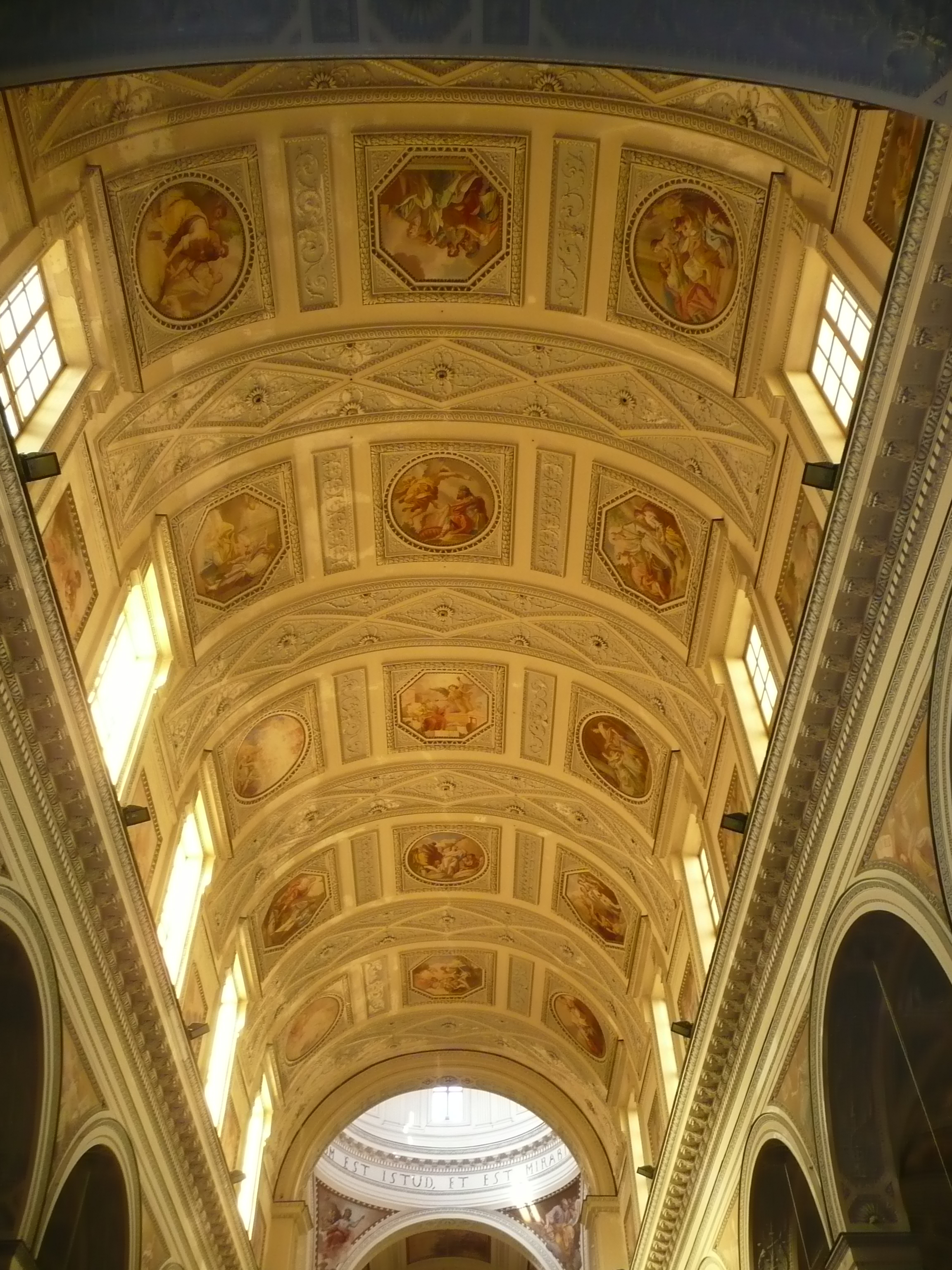
Deckenfresko

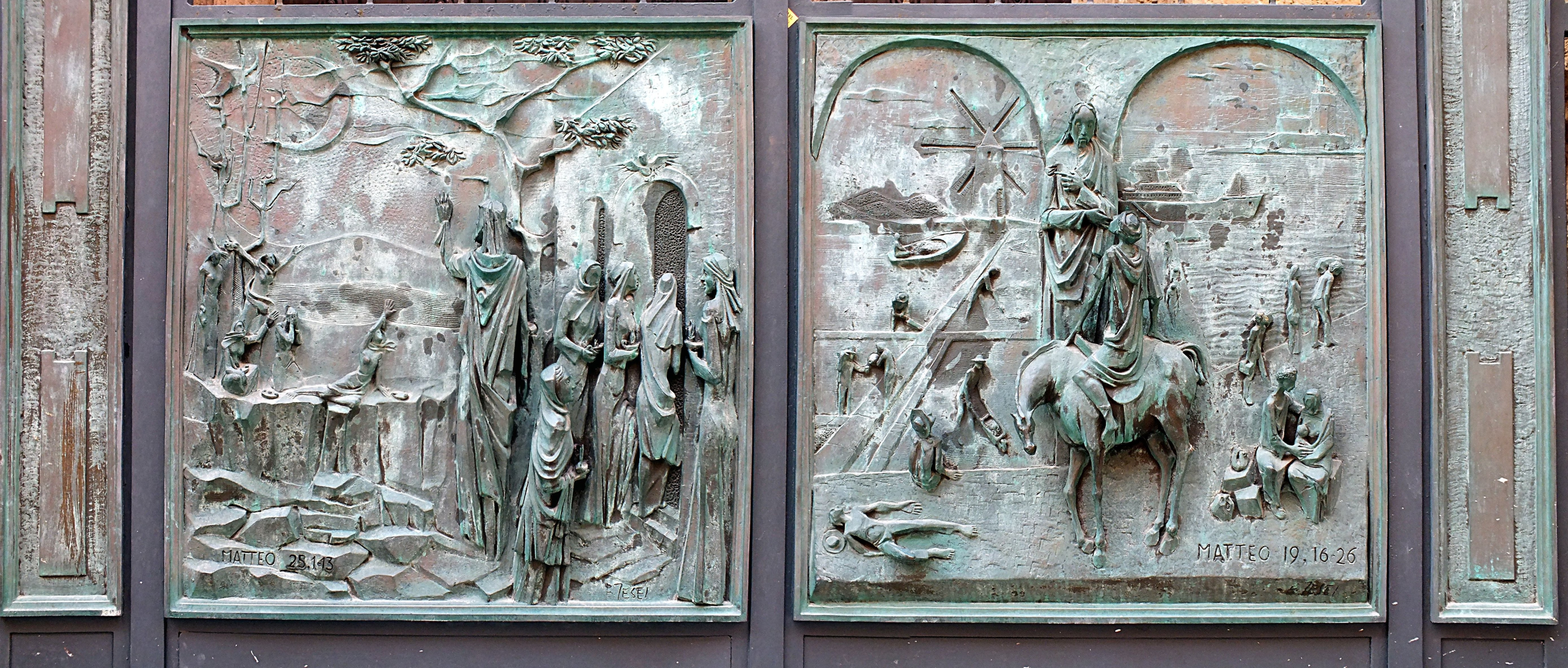
Bronzereliefs

Der rechteckige Bau mit einem kreuzförmigen Grundriss wird durch marmorne Säulenreihen in drei Schiffe aufgeteilt. Wand- und Deckenfresken sowie Stuckfiguren bilden einen neoklassizistischen Schmuck im Inneren, ausgeführt nach Entwürfen von Jirolamo Rizzo und Onofrio Noto.
Zur Ausstattung gehören eine steinerne Kanzel, ein Taufstein, eine Orgel mit den Manualen auf der Empore und natürlich der Altar.
Besonders sehenswert sind Kunstwerke flämischer Meister wie das Gemälde Kreuzigung von Anthonis van Dyck, Skulpturen aus weißem Marmor wie Toter Christus von Giacomo Tartaglia oder Gott Vater und die Fresken im Querschiff von Domenico La Bruna sowie die Deckenfresken von Vincenzo Manno.
An den Toren des mit drei Rundbögen gestützten Portikus sind zwei mal zwei Bronzereliefs eingelassen, die unter anderem Szenen aus dem Matthäus-Evangelium in der Umgebung von Trapani darstellen: Mt 19.16–26 „Der reiche Jüngling“ und Mt 25.1–13 „Gleichnis der Jungfrauen“. Im Vorbau zeigt ein Holzrelief des Domenico Nolfo aus einer örtlichen Künstlerfamilie eine Anbetung der Könige (Adorazione dei Magi).

## Nutzung
Die Kirche ist außer bei kirchlichen Anlässen für Touristen geöffnet. Es werden auch Chorkonzerte oder Orgelkonzerte veranstaltet.